# Unió per la Llibertat de Lituània
Unió per la Llibertat de Lituània (lituà Lietuvos Laisvės Sąjunga, LLS) fou un partit polític de Lituània d'inspiració nacionalista. Fou creada a Kaunas el 1992 per antics militants de la Lliga de la Llibertat de Lituània d'Antanas Terleckas, amb qui el nou cap del partit Vytautas Šustauskas, havia tingut un conflicte personal. El 1994 fou enregistrat com a partit.
A les eleccions legislatives lituanes de 2000 va obtenir un escó i a les eleccions municipals de 1995 Vytautas Šustauskas fou escollit alcalde de Kaunas i Saulius Oželis membre del consell del districte municipal de Tauragė.
El partit es va dissoldre el 2011 i es va crear una nova Unió de Presidents de Lituània com a substitut.

## Resultats electorals
| Any  | Vots   | %    | Escons  | +/- |
| ---- | ------ | ---- | ------- | --- |
| 1992 | 7,760  | 0.42 | 0 / 141 | Nou |
| 1996 | 20,511 | 1.57 | 0 / 141 | =   |
| 2000 | 18,622 | 1.27 | 1 / 141 | 1   |
| 2004 | 3,337  | 0.28 | 0 / 141 | 1   |
| 2008 |        |      | 0 / 141 | =   |